# Скупштина у Београду (1807)
Скупштина у Београду је одржана између 25. фебруара и 6. марта 1807.

## Прва скупштина одржана у Београду
Крајем децембра 1806. пао је и Београд у руке устаника. У исто време догодило се неколико важних догађаја који су на дело ослобођења Србије могли врло повољно утицати: Русија је ушла у рат против Турске која је била војнички неспремна, руска војска прешла је границу a Михељсон, руски главнокомандујући генерал који је имао дужност да одржава трајну везу са Србима, јављао је о великим и знатним успесима руске војске и позивао Србе да се придруже тој војној акцији из све снаге.
 
Нова победа Русије над поносним изазивачем немира у Европи, Бонапартом, који нема граница у својим најездама у Европи, показује снагу руског оружја, a кад се здружимо и ми и ви, шта све можемо постићи...
писао је Михељсон Србима преко Карађорђа, коме је било адресовано ово писмо.
 
Српски народ показује свету пример шта може учинити јуначки дух одушевљен хришћанском вером и љубављу према отаџбини.
Требало је, дакле, одредити држање према свим тим догађајима и донети одлуке саобразне значају тренутка. Карађорђе и Савет сазвали су народну скупштину у новоослобођени Беопрад, која је одржана између 25 фебруара и 6 марта 1807 године. То је прва скупштина српског народа која је у Београду одржана. Није познато место на коме је заседала ова скупштина; према задацима које је имала да реши јасно је да је на њој учествовао велики број народних старешина и да су седнице, ради важности самог већања, одржаване у затвореном простору. Но сем побројаних питања, требало је решити још једно, од готово пресудне важности: држање према Порти која је преко народног депутата Петра Ичка нудила велике уступке у циљу да ce, ратујући са Русијом, обезбеди од стране Срба.
Прва народна скупштина одржана у Београду донела је једногласно ова решења:
- 1 да се одбаци Портина понуда за мир и одбаци уговор који је Петар Ичко направио с Портом;
- 2 да ce, у савезу са Русима, настави ратовање с Турском;
- 3 да ce, према желж руског главнокомандујућег у Влашкој и Молдавији Михељсона, обрати што већа пажња на ратни сектор у Источној Србији, од Бање до Мироча према Тимоку и Видину;
- 4 да ce, за главног команданта војске према источној граници, постави Миленко Стојковић коме је стављено у дужност да изврши потребне припреме, заузме Неготин и Кладово и да се с војском упути према Видину, да би се на тај начин што пре добила трајна веза са руском војском која се већ налазила у Влашкој;
- 5 да Карађорђе лично посвети што више пажње ратовању у источним крајевима, иако је стално заузет и на свим осталим странама;
- 6 да се напад на турске границе изврши према плану који је утврдила скупштина. Вељку Петровићу било је одређено да заузме Бању са Црноречком и Гургусовачком нахијом, Добрњац је требало да се упути ка Делиграду и Нишу, Јаков Ненадовић, Лука Лазаревић и Сима Марковић имали су да оперишу на Дрини, сектор према Карановцу поверен је Антонију Пљакићу, a линију Ужице—Вишеград имали су да држе Милан Обреновић и Лазар Мутап;
- 7 да се поправе зидови београдске тврђаве и у доњем граду подигне арсенал, оснује тополивница и радионица за оружје и ливење танади, a сем тога да се подигне и ковачница за бајонете и копља;
- 8 Савету је наређено да спреми одговор генералу Михељсону на његово писмо које ће му однети нарочито изабрани депутати који ће се Михељсону представити и поднети му нарочита пуномоћства од народа. Одређено је шта депутати имају да траже од Михељсона на име ратне помоћи и да се преко њих одржава стална веза са Русима; за депутате одређени су П. Н. Чардаклија, Аврам Лукић и Јеремија Гагић;
- 9 разрезан је порез за следећу годину и извршен преглед рачуна из прошле године.

Свршивши још неке ситније послове управног карактера, учесници ове народне скупштине разишли су ce. Скупштина је једном одлуком ставила учесницима у дужност да донесене закључке објаве народу и војсци.